# 加拉帕戈斯双叉藻
加拉帕戈斯双叉藻(学名:Bifurcaria galapagensis)是厄瓜多尔科隆群岛特有的一种褐藻。最后一次观察到它们是于1983年，其数量已经极度稀少或可能灭绝。

## 习性

### 分布与栖息地
在20世纪80年代之前，这种藻类在科隆群岛较低的潮间带十分常见。它们曾被发现于圣克里斯托巴尔岛、弗雷里安纳岛、平松岛、拉维达岛、圣克鲁斯岛、费尔南迪纳岛、伊莎贝拉岛的潮下带浅水区。它们常被发现于岩石底部。

## 衰落
相信它们数量在1970年代仍很丰富。但在1983年二月，学者Robinson对其样本进行研究时发现其个体变得衰弱且附着器变得很细小。最后一次观察到它们是于1983年三月，此后尽管曾对此进行过大规模的搜索，仍没有任何发现。但国际自然保护联盟相信其仍有少数个体生存并将其列为极危。
它们的衰落可能是由厄尔尼诺现象和气候变化所致，以它们为食的海胆和其他食草动物数量的增加亦导致了它们的衰落。